# Puissance acide
En chimie, la puissance acide réfère à la mesure de la causticité d’une substance. Elle est notée en utilisant sa valeur Ho. Les substances avec une valeur Ho inférieure à -12 sont considérées comme des superacides. 
Exemples de superacides :
- Acide fluoroantimonique (1990) : - 31.3
- Acide magique (1974) : - 19.2
- Superacide carborane (1969) : - 18.0
- Acide fluorosulfurique (1944) : - 15.1
- Acide triflique (1940) : - 14.9